# Bančići (Ljubinje)
Pour les articles homonymes, voir Bančići.
Bančići (en serbe cyrillique : Банчићи) est un village de Bosnie-Herzégovine. Il est situé dans la municipalité de Ljubinje et dans la république serbe de Bosnie. Selon les premiers résultats du recensement bosnien de 2013, il compte 43 habitants.
La partie qui avait auparavant appartenu à la municipalité de Stolac, après les accords de Dayton a été annexée à la municipalité Berkovici.

## Démographie

### Évolution historique de la population dans la localité
| 1948 | 1953 | 1961 | 1971 | 1981 | 1991 | 2013 |
| ---- | ---- | ---- | ---- | ---- | ---- | ---- |
| 415  | 411  | 403  | 329  | 227  | 113, | 43   |

|  |

### Communauté locale
En 1991, la communauté locale de Bančići comptait 401 habitants, répartis de la manière suivante :